# Frauen in Aserbaidschan
Dieser Artikel behandelt die gesellschaftliche Situation der Frauen in Aserbaidschan. Laut Gesetz sind Frauen den Männern in Aserbaidschan gleichgestellt; gesellschaftliche Diskriminierung ist jedoch immer noch anzutreffen.

## Politik
Das allgemeine Wahlrecht wurde in Aserbaidschan im Jahr 1919 von der Demokratischen Republik Aserbaidschan eingeführt. Somit wurde Aserbaidschan zum ersten überwiegend muslimischen Land, das Frauen das Wahlrecht erteilte.
Seit 2007 sind mehrere Frauen in höheren politischen Positionen vertreten. Gesetzlich sind Frauen in der politischen Aktivität nicht eingeschränkt. Bei der letzten Parlamentswahl im Jahr 2015 wurden 21 Frauen in das 125-Sitze-Parlament gewählt. Zwischen 2005 und 2015 stieg der Frauenanteil im Parlament von 11 % auf 17 % an.
Im Jahr 2017 wurde Mehriban Əliyeva, die Frau des Präsidenten İlham Əliyev, zur Vize-Präsidentin des Landes ernannt. Sie ist somit im höchsten von einer Frau bekleideten Amt seit der Abschaffung der Position des Staatssekretärs im Jahr 1994, das zuletzt Lalə Şovkət innehatte.

## Arbeitsmarkt
Obwohl die Mehrheit der aserbaidschanischen Frauen einer Berufstätigkeit nachgeht, sind sie in höheren Positionen am Arbeitsmarkt, insbesondere Führungspositionen, selten vertreten.
Im Jahre 2017 waren 78,1 % aller Lehrkräfte (inkl. 51,9 % Universitätsdozenten), 64,9 % des medizinischen Fachpersonals und 40,2 % aller professionellen Sportler Frauen. Zur gleichen Zeit waren allerdings nur 28,7 % der Frauen als Beamtinnen und 20,9 % als registrierte Geschäftsinhaberinnen tätig.

## Militär
Leyla Məmmədbəyova, geboren in Baku, wurde 1931 eine der ersten sowjetischen Fliegerinnen und Fallschirmjägerinnen. Ungefähr 600.000 in Aserbaidschan Geborene kämpften im Zweiten Weltkrieg für die Rote Armee. 10.000 davon waren Frauen, die sich freiwillig beteiligt hatten und sowohl militärischen als auch medizinischen Dienst leisteten. Die bekanntesten waren die Scharfschützin Ziba Qəniyeva und die Pilotin Züleyxa Seiydməmmədova. Während des Nagorno-Karabach-Krieges in den 1990er Jahren waren 2000 von insgesamt 74.000 Militärangehörigen Frauen und 600 davon nahmen aktiv an militärischen Operationen teil.
Der Militärdienst in Aserbaidschan ist für Frauen freiwillig und derzeit dienen ungefähr 1000 Frauen in der aserbaidschanischen Armee.

## Religion
Obwohl Aserbaidschan ein säkularer Staat ist, werden für das Durchführen von religiösen Zeremonien eine Zertifizierung und Registrierung verlangt. Muslimische Frauen können ein Studium absolvieren, um Murschida zu werden und reine Frauenzusammenkünfte zu leiten; dies ist eine örtliche, jahrhundertealte Tradition.
Im Jahr 2016 gab es eine lutherische Pastorin in Aserbaidschan.

## Häusliche Gewalt
Im Jahre 2000 unterzeichnete Aserbaidschan das UNO-Fakultativprotokoll CEDAW. Damit wird die Kompetenz des Komitees zur Beseitigung jeder Form von Diskriminierung der Frau anerkannt und Klagen von Individuen oder Gruppen diesbezüglich sollen ermöglicht und unterstützt werden.
Vergewaltigung ist in Aserbaidschan ein Straftatbestand und wird mit maximal 15 Jahren Freiheitsentzug bestraft. 2010 verabschiedete das aserbaidschanische Parlament ein Gesetz zur Prävention von häuslicher Gewalt, wodurch alle Formen häuslicher Gewalt, inklusive Vergewaltigung in der Ehe rechtlich zu ahnden sind.
Dennoch werden diese Taten in Aserbaidschan von vielen Menschen nicht als Verbrechen angesehen und Frauen werden nicht zur Anzeige gegen Vergewaltigung in der Ehe ermutigt.
Im Jahre 2011 haben sich Parlamentarierinnen und die Vorsitzende des Ausschusses für Frauen und Kinder verstärkt gegen häusliche Gewalt eingesetzt. Auch vermehrte Medienberichte erhöhten das Bewusstsein für dieses Thema. Das neue Gesetz von 2010 bietet einen Rahmen für die Untersuchung von Klagen bezüglich häuslicher Gewalt, definiert einen Prozess zur Erteilung von Verfügungen und fordert die Einrichtung eines Zufluchts- und Rehabilitationszentrums für Opfer. Die Haltung der Gesellschaft hinkt jedoch hinterher: in einer Umfrage von 2012 stimmten 40 % der Aserbaidschaner der Aussage zu, dass Frauen häusliche Gewalt ertragen sollten, um die Familie zusammenzuhalten und 22 % sagten aus, dass das Schlagen von Frauen unter gewissen Umständen gerechtfertigt sei. Als 2006 der „Nationale Ausschuss für Frauenprobleme“ in „Nationaler Ausschuss für Familien-, Frauen- und Kinderangelegenheiten“ (SCFWCA) umbenannt wurde, wurde kritisiert, dass dies Frauen als 'Reproduktionseinheit' darstelle, anstatt als eigenständige Individuen.

## Prostitution
Prostitution stellt in Aserbaidschan keinen Verbrechenstatbestand, sondern eine Ordnungswidrigkeit dar und wird mit einer Geldstrafe geahndet. Allerdings können Zuhälterei und Bordellbesitz mit bis zu sechs Jahren Freiheitsentzug bestraft werden.

## Zeitleiste der Frauenemanzipation
| Jahr | Ereignis | Ort            |
| ---- | --- | -------------- |
| 1889 | Nigar Şıxlinskaya absolvierte als erste Aserbaidschanerin eine höhere Ausbildung | Tbilisi        |
| 1901 | Die erste aserbaidschanische Mädchenschule und erste Mädchenschule des gesamten Russischen Kaiserreiches, Kaiserin Alexandra-Schule, wurde eröffnet.                                              | Baku           |
| 1908 | Sona Vəlixan absolvierte ihr Medizinstudium in St. Petersburg und wurde die erste aserbaidschanische Ärztin.                                                                                      | St. Petersburg |
| 1908 | Die Philanthropin Həmidə Cavanşir gründete die erste aserbaidschanische Schule, in der Mädchen und Jungen gemeinsam unterrichtet wurden.                                                          | Kahrizli       |
| 1910 | Die Schauspielerin Gövhər Qazıyeva war als erste Aserbaidschanerin auf einer Bühne zu sehen. | Tbilisi        |
| 1911 | Xədicə Əlibəyova publizierte Ishig, die erste Frauenzeitschrift in Aserbaidschanisch. | Tbilisi        |
| 1912 | Die erste aserbaidschanische Opernsängerin, Şövkət Məmmədova, hatte ihren ersten Bühnenauftritt.                                                                                                  | Baku           |
| 1919 | Aserbaidschanerinnen erhielten das Wahlrecht. |                |
| 1919 | Pəri Sofiyeva erhielt einen Sitz im georgischen Parlament. Sie war somit die erste ethnische Aserbaidschanerin, welche demokratisch gewählt wurde.                                                | Gardabani      |
| 1929 | Izzət Oruczadə war die erste aserbaidschanische Schauspielerin, die in einem Kinofilm mitspielte.                                                                                                 | Baku           |
| 1930 | Die Gynäkologin Adilə Şahtaxtinskaya erhielt als erste Aserbaidschanerin einen Doktorgrad. | Tiflis         |
| 1931 | Leyla Məmmədbəyova führte ihren ersten Flug durch und wurde damit die erste aserbaidschanische Fliegerin.                                                                                         | Baku           |
| 1932 | Qəmər Almaszadə, die erste aserbaidschanische Ballerina debütierte in Shakh-Senem. | Baku           |
| 1938 | Ayna Sultanova wurde als erste Frau Mitglied des Kabinetts. | Şabran         |
| 1949 | Die Biologin Validə Tutayuq wurde als erste Frau Mitglied der Nationalen Akademie der Wissenschaften Aserbaidschans, die 1945 gegründet wurde.                                                    | Şuşa           |
| 1964 | Səkinə Əliyeva wurde als erste Aserbaidschanerin zur Vorsitzenden des Parlaments von Nachitschewan gewählt.                                                                                       | Nachitschewan  |
| 2007 | Mənzər Ismayılova wurde die erste aserbaidschanische Pfarrerin. | Şəki           |
| 2009 | Natəvan Mirvatova wurde zum Generalmajor, dem dritthöchsten Rang des aserbaidschanischen Militärs, befördert. Dies ist die höchste militärische Position, die bisher an eine Frau vergeben wurde. |                |